# Liu Yichang
Pour les articles homonymes, voir Liu.
Dans ce nom, le nom de famille, Liu, précède le nom personnel.
Œuvres principales
Tête-bêche

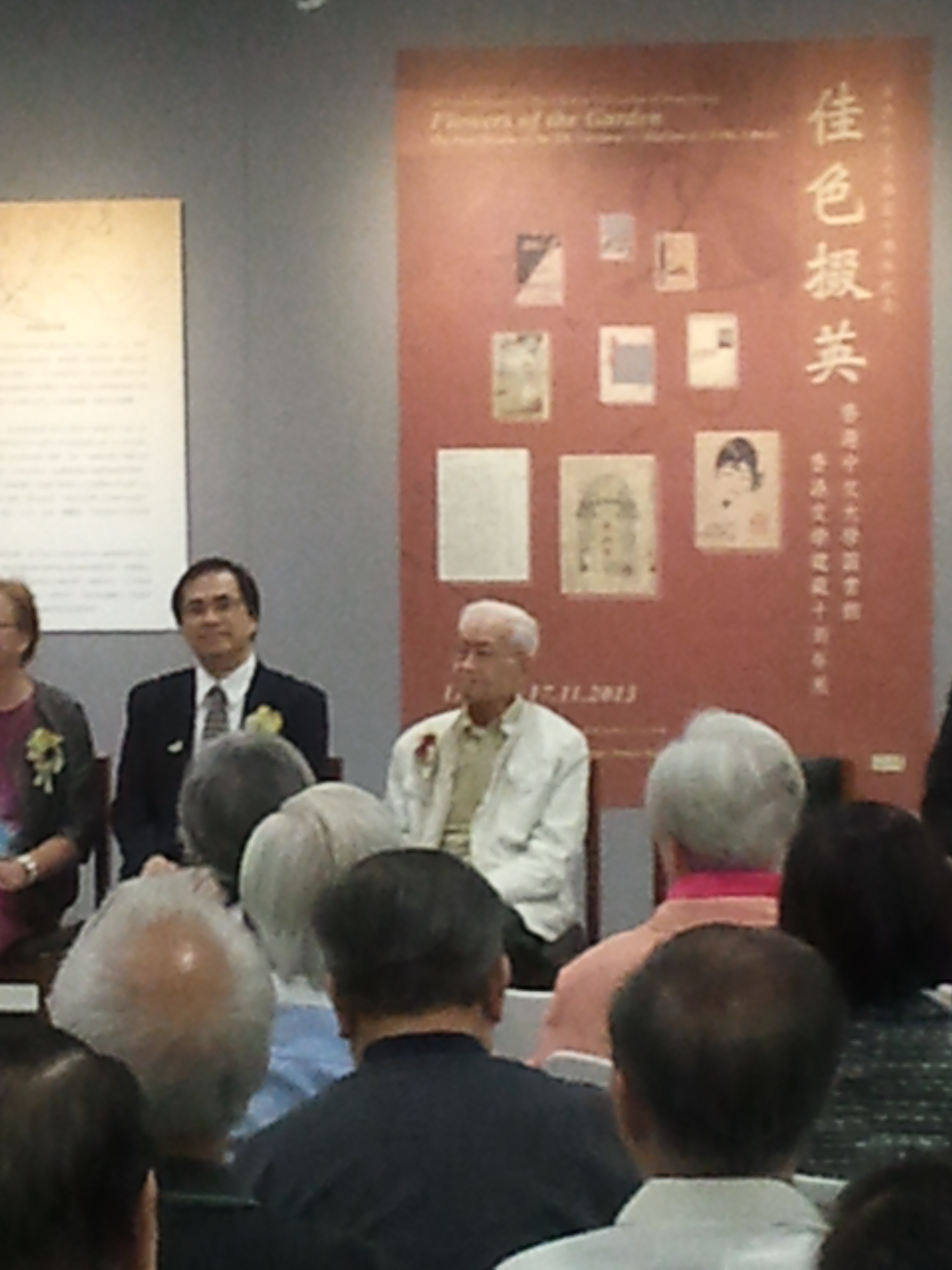
Liu Yichang (en blanc) en 2013.

Liu Yichang (chinois 劉以鬯), né Liu Tongyi le 7 décembre 1918 à Shanghai (république de Chine) et mort le 8 juin 2018 à Hong Kong (Chine), est un écrivain chinois hongkongais.

## Biographie
Né à Shanghai, Liu Yichang est arrivé à Hong Kong en 1948. Après un séjour à Singapour, il est revenu à Hong Kong en 1957. Il a exercé les métiers de journaliste et d'éditeur. Il a dirigé la revue Hong Kong Literature de 1985 à 2002. Il appartient au courant moderniste de la littérature hongkongaise. Son roman Jiutu (L'Ivrogne, 1963) est le premier exemple d'une œuvre en chinois écrite selon la technique du courant de conscience. Son roman Duidao (Tête-bêche, 1972) a été adapté au cinéma en 2000 par Wong Kar-wai sous le titre In the Mood for Love.

## Œuvres
- 1963 : 酒徒 (Jiǔtú / L'Ivrogne)
- 1972 : 對倒 (Duìdào / Tête-bêche)
- 1977 : Si nei
- 1979 : Taoci
- 1981 : Tiantang yu diyu
- Autres œuvres : Yi jiu jiu qi, Chun yu

## Traductions
- (en) The Cockroach and Other Stories (éd. par D. E. Pollard), Hong Kong, Research Centre for Translation, Chinese University of Hong Kong, 1995.
- Duidao :
  - (en) Intersection, trad. Nancy Li, dans Renditions, no  29-30, 1988 [PDF] [lire en ligne]
  - Tête-bêche, trad. Pascale Wei-Guinot, Philippe Picquier, 2003, rééd. poche 2013.

## Adaptations cinématographiques
- 2000 : In the Mood for Love de Wong Kar-wai
- 2010 : 酒徒 (L'Ivrogne) de 黃國兆 (Freddie Wong Kwok-shiu), avec Chang Kuo-Chu, Irene Wan et Wei Wei

## Prix
- 2014 : Life Achievement Award, Hong Kong Arts Development Awards 2014[4]